# Атум
Атум (понекад се преводи као Атем или Тем) је првобитни бог у египатској митологији од кога је све остало настало. Он је себе створио и отац је Шуту и Тефнут, божанског пара, који су преци других египатских божанстава. Атум је такође блиско повезан са вечерњим сунцем. Као исконски бог и као вечерње сунце, Атум има хтонске и подземне везе. Атум је био релевантан за старе Египћане током већег дела историје Египта. Верује се да је био присутан у идеологији још у преддинастичким временима. Постао је још распрострањенији током Старог краљевства, а наставио је да буде обожаван кроз Средње и Ново краљевство, иако је отприлике у то време био у сенци бога Ра.

## Име
Сматра се да је Атумово име изведено од глагола tm што значи „завршити”. Дакле, он је тумачен као „потпуни“ и уједно довршилац света, који се на крају стваралачког циклуса враћа у водени хаос. Као творац, на њега се гледало као на родоначелника света, јер су божанства и универзум добили његову виталну снагу.

## Порекло
Атум је једно од најважнијих и најчешће помињаних божанстава од најранијих времена, о чему сведочи његова истакнутост у Текстовима пирамида, где је приказан као творац. Неколико списа је у супротности са начином на који је Атум настао. Према хелиополитском гледишту, Атум је првобитно постојао у свом јајету у исконским водама, рођен за време прапотопа, поставши извор свега што је створено после њега. Мемфићани (свештеници Мемфиса), с друге стране, веровали су да је Птах створио Атума на један интелектуалнији начин, користећи његов говор и мисао, како је речено на камену Шабака.

## Улога
У хелиополитском миту о стварању, Атум се сматрао првим богом, који је сам себе створио, седећи на хумци (или поистоветивши се са самом хумком), из исконских вода (Ну). Рани митови говоре да је Атум створио бога Шута и богињу Тефнут тако што их је испљунуо из својих уста. У једном тексту се расправља о томе да Атум није створио Шута и Тефнут тако што их је испљунуо из својих уста помоћу пљувачке и семена, већ преко Атумових усана. Други спис описује Шута и Тефнут рођене Атумовом руком. У том истом спису стоји да је Атумова рука титула божје жене на основу њеног хелиопољског почетка. Друга тумачења наводе да је склопио сједињење са својом сенком.
У Старом краљевству, Египћани су веровали да је Атум подигао душу мртвог краља из његове пирамиде на звездано небо. Он је такође био соларно божанство, повезано са примарним богом сунца Ра. Атум је био посебно повезан са вечерњим сунцем, док су Ра или блиско повезани бог Кепри били повезани са сунцем ујутру и у подне.
У „Текстовима ковчега”, Атум води важан разговор са Озирисом у којем описује крај универзума као време у којем ће све престати да постоји са изузетком елемената исконских вода, наводећи да после милиона година он и Озирис би једини преживели крај времена, претварањем у змије. Тврди да ће уништити све што је створио на почетку постојања и вратити у исконске воде, описујући тако веровање да ће богови и богиње једног дана престати да постоје ван исконских вода.
У „Књизи мртвих”, која је још увек била актуелна у грчко-римском периоду, каже се да се бог сунца Атум уздигао из вода хаоса у виду змије.
Атум је бог пре-егзистенције и пост-егзистенције. У бинарном соларном циклусу, змијолик Атум је у супротности са богом са главом скарабеја Кепријем — младим богом сунца, чије име потиче од египатског ḫpr „постати“. Кепри-Атум је обухватао излазак и залазак сунца, одражавајући тако цео циклус јутра и вечери.

## Однос према другим боговима
Атум је био самостворено божанство, прво биће које је изашло из таме и бескрајног воденог понора који је постојао пре стварања. Производ енергије и материје садржаних у овом хаосу, створио је своју децу — прва божанства, из усамљености. Он је произвео из сопственог кихања Шута, бога ваздуха, и Тефнут, богињу кише и влаге. Брат и сестра, радознали о исконским водама које су их окруживале, отишли су да истраже воде и нестали у тами. Не могавши да поднесе овај губитак, Атум је послао ватреног гласника, Око Ра, да пронађе његову децу. Сузе радоснице које је пролио по њиховом повратку биле су прва људска бића.

## Иконографија
Атум је обично приказан у антропоморфном облику, носећи или краљевску капу на глави или двоструку белу и црвену круну Горњег и Доњег Египта, појачавајући његову везу са краљевством. Обично се приказује како седи на престолу и обично ће бити представљен са главом овна, када се помиње у контексту његове везе са подземним светом и његових соларних атрибута. Понекад је приказан и као змија, форму којој се враћа на крају стваралачког циклуса, а повремено и као мунгос, лав, бик, гуштер или мајмун. Када је представљен као соларно божанство, може бити приказан и као скарабеј, а када се ради о његовом исконском пореклу, такође се види као исконска хумка.

## Обожавање
Атум је био обожаван кроз историју Египта. Центар његовог обожавања био је град Хелиополис. Једини преживели остатак Хелиополиса је обелиск храма Ра-Атум који се налази у Ал-Масали, у Ал-Матарији, у Каиру. Подигао га је Сенусрет I из Дванаесте династије, и још увек стоји на свом првобитном положају. У Старом краљевству, Атум је био у центру египатског система веровања, делимично одговоран за порекло постојања, створивши себе и све остало из првобитних вода. Верује се да је био присутан у идеологији још у преддинастичким временима, да је постао још распрострањенији током Старог краљевства, на шта указују „Текстови пирамида” у којима се често појављује. И даље се налази у Средњем краљевству, током којег је приказан у „Књизи мртвих”, у којој се појављује у чаролијама да помогне на путовању у загробни живот. Касније, у Новом краљевству, постојали су култови који су се приписивали Атуму, као што су тебанске краљевске првосвештенице, познате као Амонове божанске поклонице, које су у то време деловале као Атумова рука у храмским ритуалима. Ра ће касније заузети централно место, али пошто је Атум био у сенци, људи старог Египта ће наставити да га обожавају кроз култне ритуале у којима је приказан као да има блиске односе са краљем, као и да је представљен кроз гуштере на малим реликвијарима и амајлијама.